# Proton VPN
Proton VPN es un servicio VPN operado por la empresa suiza Proton AG, la empresa detrás del servicio de correo electrónico Proton Mail. Según su sitio web oficial, Proton VPN y Proton Mail comparten el mismo equipo de gestión, oficinas y recursos técnicos, y se operan desde la sede de Proton en Ginebra, Suiza, bajo la protección de las leyes de privacidad suizas.

## Compañía
Proton AG, la compañía detrás de Proton VPN y el correo electrónico del servicio Proton Mail, se apoya en FONGIT (la Fondation pour l'Genevoise Innovación Technologique, una fundación sin fines de lucro financiada por la Comisión Federal Suiza de Tecnología e Innovación) y la Comisión Europea.

## Características
Al 4 de junio de 2022, Proton VPN tiene un total de más de 1900 servidores, ubicados en 65 países diferentes.
Todos los servidores son propiedad y están operados por Proton VPN a través de la red de la compañía. Su servicio está disponible para Windows, MacOS, Android e iOS, y también tiene una herramienta de línea de comandos para Linux y se puede implementar usando el protocolo IPSEC.
Proton VPN utiliza OpenVPN (UDP/TCP) y el protocolo IKEv2, con cifrado AES-256. La compañía tiene una política estricta de no registro para los datos de conexión de los usuarios y también evita que las fugas de DNS y Web-RTC expongan las direcciones IP reales de los usuarios. Proton VPN también incluye soporte de acceso a Tor y un interruptor de apagado para cortar el acceso a Internet en caso de pérdida de la conexión VPN.
En enero de 2020, Proton VPN liberó su código de fuente encima todas las plataformas y hubo SEC Consultar conducir una auditoría de seguridad independiente. En julio de 2021, Proton VPN añadió el protocolo WireGuard como versión beta.

## Recepción
En una revisión de septiembre de 2019 de TechRadar, Proton VPN recibió cuatro y media de cinco estrellas. La revisión decía: "La red de Proton VPN es pequeña y tuvimos algunos problemas de rendimiento durante las pruebas. Aún así, las velocidades son por lo general mejores que el promedio, las aplicaciones están bien diseñadas y tenemos que aplaudir a cualquier VPN genuina que ofrezca un plan de ancho de banda gratuito e ilimitado". Una revisión de noviembre de 2018 de la versión gratuita realizada por el mismo escritor de TechRadar concluyó: "Si puede vivir con una opción de solo tres ubicaciones, el plan gratuito de Proton VPN es una excelente opción: no hay límites de ancho de banda, velocidades decentes, una política de privacidad que puede creo (probablemente) y clientes para computadoras de escritorio y dispositivos móviles. Vale la pena echarle un vistazo, aunque solo sea como una copia de seguridad de su servicio VPN existente".
Una revisión de febrero de 2019 de PC Magazine UK calificó a Proton VPN con 4 de 5 y dijo: "Cuando revisamos Proton VPN por primera vez, era un servicio joven que buscaba expandirse. Ciertamente lo ha hecho, y el servicio es definitivamente mejor ahora. Aún no está claro si la compañía podrá escalar para igualar a sus competidores, dados sus exigentes estándares de seguridad física. Pero eso es una preocupación para el futuro. En este momento, Proton VPN es un servicio excelente a un rango de precios inmejorable".